# Chiúta (distrito)
Chiúta é um distrito da província de Tete, em Moçambique, com sede na povoação de Manje. Tem limite, a norte com o distrito de Macanga, a noroeste com o distrito de Chifunde, a oeste com o distrito de Marávia, a sudoeste com o distrito de Cahora-Bassa, a sul com o distrito de Changara, a sudeste e leste com o distrito de Moatize e a nordeste com o distrito de Tsangano.
De acordo com o censo de 1997, o distrito tinha 5 300 habitantes e uma área de 6887 km², daqui resultando uma densidade populacional de 7,7 habitantes por km².

## Divisão administrativa
O distrito está dividido em dois postos administrativos (Kazula e Manje), compostos pelas seguintes localidades:
- Posto Administrativo de Kazula:
  - Chipiri
  - Kazula
  - Matenje
  - Muchena
- Posto Administrativo de Manje:
  - Manje
  - Caunda
  - Lumadzi
  - N'figo